# 穆罕默德·阿里王朝

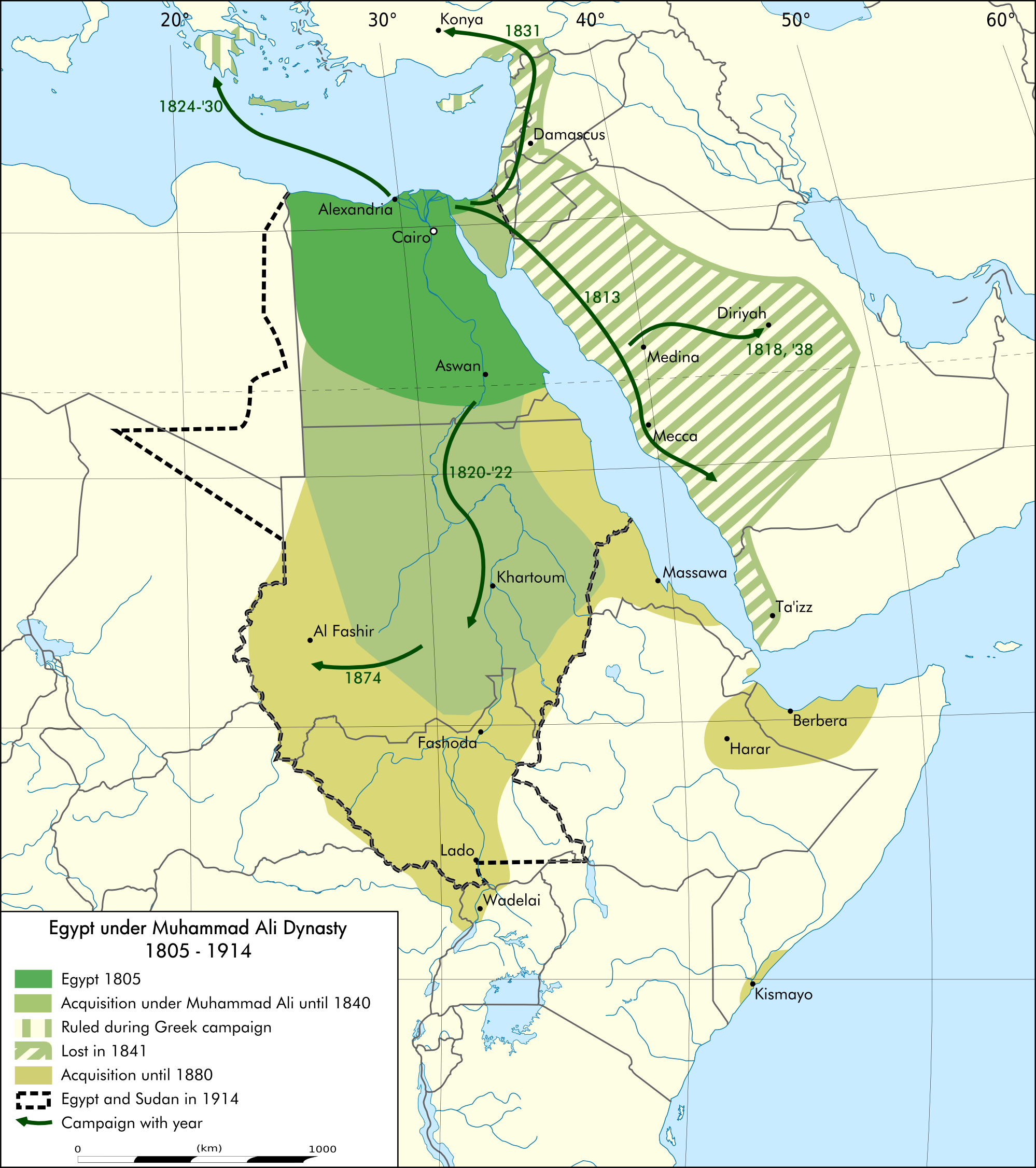
穆罕默德·阿里王朝治下的埃及（名义上为奥斯曼帝国领土）

穆罕默德·阿里王朝（阿拉伯語：أسرة محمد علي，Usrat Muhammad 'Ali）是1805年至1953年埃及和蘇丹的統治王朝，以其創立者穆罕默德·阿里為名，穆罕默德·阿里被視為現代埃及的創立者。穆罕默德·阿里王朝又稱為阿拉維王朝，這與摩洛哥的阿拉維王朝並沒有關係。大部分王朝的統治者都冠有赫迪夫名號，故被時人稱為「赫迪夫王朝」。该王朝的法鲁克一世是最后一位握有实权的国王，故又称法鲁克王朝。

## 背景
穆罕默德·阿里原本是鄂圖曼帝國軍裡的一名阿爾巴尼亞裔軍官，被派遣前往擊退拿破崙在埃及的軍隊。在法軍撤出後，穆罕默德·阿里集權並迫使鄂圖曼帝國蘇丹馬哈茂德二世於1805年承認他為埃及瓦利（總督）。
穆罕默德·阿里使埃及成為一股地區勢力，並企圖以此作為鄂圖曼帝國的後繼者，構建他理想的埃及：

「我知道帝國正步向衰落……我將會在帝國的荒土上建立一個龐大的王國……遠及幼發拉底河及底格裡斯河。」

在他的巔峰時期，穆罕默德·阿里及其子易卜拉欣帕夏的確能威脅版圖龐大的鄂圖曼帝國，並試圖取締鄂圖曼王朝。大國的介入卻阻止了他進軍君士坦丁堡，並使他的統治限制在非洲一隅。穆罕默德·阿里在前期征服了蘇丹，他的繼承者對埃及的統治作進一步鞏固及擴展，當中較為顯著的是易卜拉欣帕夏的兒子伊斯梅爾帕夏。

## 赫迪夫制及英佔時期
雖然穆罕默德·阿里及其後繼者以赫迪夫的稱號取代地位較低的瓦利，但一直不獲鄂圖曼帝國樸特承認。直至1867年，蘇丹阿卜杜勒-阿齊茲一世正式認可伊斯梅爾帕夏及其後繼者使用赫迪夫這稱號。與父親對抗樸特的方針有所不同，伊斯梅爾在避免衝突的情況下以巴結和賄賂的方法強化王朝在埃及和蘇丹的地位，使鄂圖曼帝國承認埃及和蘇丹的實際獨立。1879年，鄂圖曼帝國與歐洲勢力串謀罷免伊斯梅爾，扶植陶菲克帕夏。1882年後，由於埃及民眾不滿親英的陶菲克帕夏，英國為了維護陶菲克帕夏的統治，以支持陶菲克對抗艾哈邁德·阿拉比的民族主義運動為由，入侵並佔領了埃及，進入埃及英治時期。此後名義上，赫迪夫仍統治埃及和蘇丹，權力卻落在英國高級專員上。

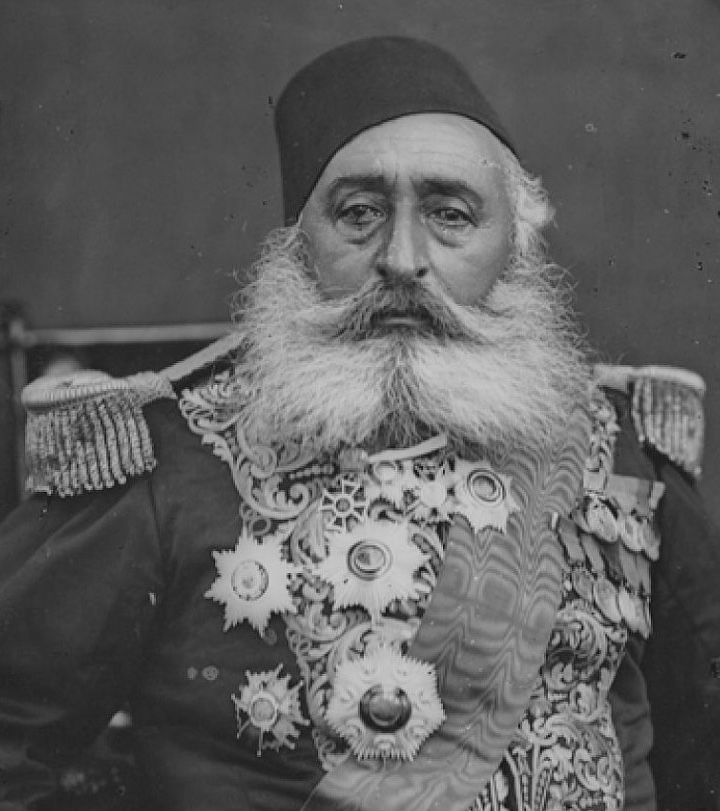
伊斯梅爾帕夏

為了抵禦埃及人，英國宣佈英埃共管蘇丹，使地區變成由埃及和英國共同管治，破壞了埃及的完整。這受到埃及人的反對，包括埃及政府及公眾，他們堅持於「尼羅河河谷一體」。這一直成為英國與埃及的爭端及引起了敵視，直至1956年蘇丹獨立。

## 蘇丹制及王國
1914年，赫迪夫阿拔斯二世在第一次世界大戰裡與鄂圖曼帝國並肩作戰，加入同盟國。阿拔斯二世遂遭到英國罷免，由叔叔侯賽因·卡米勒繼任。鄂圖曼帝國在名義上對埃及和蘇丹的主權至此終止，侯賽因宣佈成為埃及蘇丹，埃及和蘇丹成為英國保護國。第一次世界大戰結束後，國內民族主義情緒高漲，迫使英國於1922年正式承認埃及獨立。侯賽因的繼承人福阿德一世開始使用國王的名號。雖然如此，英國依然佔據並干預埃及和蘇丹的事務。英國持續剝奪埃及對蘇丹的控制權。國王及民族主義都無法忍受，埃及政府於是強調福阿德一世及其子法魯克一世是「埃及和蘇丹國王」。

## 王朝崩解

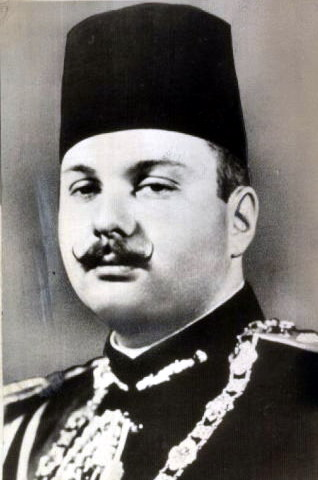
埃及國王法魯克一世

在法魯克一世統治時期，民族主義分子對英國的侵佔、皇室的腐敗無能及第一次中東戰爭日漸不滿。這些因素導致了法魯克一世地位不保及為革命埋下伏線。1952年埃及國王法魯克一世被迫遜位，王位讓予他的六個月大幼兒福阿德二世，國家政務實際由賈邁勒·阿卜杜-納賽爾領導的自由軍官運動主理。年幼的國王就位不足一年，於1953年6月18日被納賽爾廢除帝制，宣佈成立埃及共和國，結束一百五十年統治。

## 王朝統治成員

### 瓦利、自稱為赫迪夫 (1805年－1867年)
- 穆罕默德·阿里帕夏（1805年7月9日－1848年9月1日）
- 易卜拉欣帕夏（1848年9月1日－1848年11月10日，在父親無力統治下短暫作為瓦利）
- 阿拔斯一世·希尔米帕夏（1848年11月10日－1854年7月13日）
- 塞伊德帕夏（1854年7月13日－1863年1月18日）
- 伊斯梅爾帕夏（1863年1月18日－1867年6月8日）

### 赫迪夫 (1867年－1914年)
- 伊斯梅爾帕夏（1867年6月8日－1879年6月26日）
- 陶菲克帕夏（1879年6月26日－1892年1月7日）
- 阿拔斯二世·希尔米帕夏（1892年1月8日－1914年12月19日）

### 蘇丹 (1914年－1922年)
- 侯赛因·卡米勒（1914年12月19日－1917年10月9日）
- 福阿德一世（1917年10月9日－1922年3月16日）

### 國王 (1922年－1953年)
- 福阿德一世（1922年3月16日－1936年4月28日）
- 法魯克一世（1936年4月28日－1952年7月26日）
  - 穆罕默德·阿里·陶菲克親王（Muhammad Ali Tewfik，1936年4月28日－1937年7月29日，在法魯克一世年幼時擔任攝政委員會主席）
- 福阿德二世（1952年7月26日－1953年6月18日）
  - 穆罕默德·阿卜杜勒·穆納姆（Muhammad Abdel Moneim，1952年7月26日－1953年6月18日，在福阿德二世年幼時擔任攝政委員會主席）

## 王朝非統治成員
- 穆斯塔法·法齊爾帕夏親王（Mustafa Fazl Pasha）
- 穆罕默德·阿里·陶菲克親王
- 穆罕默德·阿卜杜勒·穆納姆親王
- 法絲婭·西麗公主（Fawzia Shirin）
- 穆罕默德·阿里（塞伊德親王）
- 納里曼·薩德克（Narriman Sadek）
- 納絲莉·薩布里（Nazli Sabri）
- 馬哈茂德·德拉馬里帕夏（Mahmud Dramali Pasha）

## 外部連結
- .   [2009-06-10]. （原始内容存档于2004-06-19）.
- .   [2009-06-10]. （原始内容存档于2008-05-16）.